# Ивеала, Узодинма
Узодинма Чукука Ивеала (англ. Uzodinma Chukuka Iweala; род. 5 ноября 1982, Вашингтон) — американский писатель нигерийского происхождения.

## Биография
Сын вашингтонского нейрохирурга Икембы Ивеалы и известной нигерийской экономистки, генерального директора Всемирной торговой организации Нгози Оконджо-Ивеалы, принадлежит к народу игбо. С отличием окончил St. Albans School — колледж при Гарвардском университете (2004), где изучал литературное мастерство. Затем окончил медицинский факультет Колумбийского университета.  В настоящее время преподает в Radcliffe Institute for Advanced Study Гарвардского университета.

## Творчество
Его дебютный роман «Звери без родины» (2005), прежде защищённый в Гарварде как диплом, заслужил высокие оценки критики в крупнейших журналах и газетах США. Он переведён на многие языки. На основе этого романа был снят фильм «Безродные звери», вышедший в 2015 году.

## Книги
- Beasts of No Nation. HarperCollins, New York 2005 (роман, премия Американской академии искусства и литературы, премия Джона Ллевелина Риса[англ.], номинация на премию писателей Британского содружества; итал. и нидерл. пер. 2006, польск. — 2007, нем. пер. 2008,  фр. пер. Алена Мабанку 2008, исп. пер. 2009  и др.)
- Любовь во время СПИДа/ Love in the time of AIDS. London: John Murray Publishers Ltd, 2009 (социологический очерк)
- Our kind of people: a continent's challenge, a country's hope. New York : Harper, 2012  (социологический очерк о состоянии здоровья и здравоохранения в Нигерии)

## Признание
Завоевал несколько литературных премий, еще учась в Гарварде ( Архивная копия от 1 сентября 2007 на Wayback Machine). В 2006 году писатель получил премию Нью-Йоркской публичной библиотеки «Молодые львы». В 2007 году журнал Granta включил его в число 20 лучших молодых романистов США.